# Кано Сосіті
Сосіті Кано (16 липня 1827 — 5 травня 1887) — японський торговець періодів Едо та Мейдзі.

## Життєпис
Сосіті Кано народився 16 липня 1827 року в призамковому містечку замку Вакаяма (нині місто Вакаяма). З'явився на світ він у родинному домі Міямото,- офіційних купців з князівства Кісю, які займалися пивоварінням та вантажним судноплавством. Після одруження Сосіті змінив прізвище на Кано. Він брав участь у русі за повалення сьоґунату. Коли 10 грудня 1867 року вбили Рьому Сакамото, то Кано повідомив кайентай, що до цього причетний Кютаро Міура. 1 січня 1868 року разом з Мунеміцу Муцу він напав на Міуру (інцидент Тенмая). Цей напад зазнав невдачі. Сосіті втік від своїх переслідувачів і переїхав до Кобе відразу після відкриття порту для зовнішньої торгівлі, де він займався торгівлею лісоматералами, вантажним судноплавством та фунаядо.
1871 року Сосіті уклав контракт на роботи з перенаправлення русла річки Ікута, які планував уряд Мейдзі, і завершив будівництво за три місяці. Разом зі своїм зятем Акірою Арімото він орендував через аукціон у префектури Хіого 170 тис. цубо меліорованої землі на місці колишньої річки Ікута та її березі, а також здійснив розпланування цієї ділянки. У цьому районі було прокладено п'ять доріг: ширина північно-південної становила 10 кен (близько 18 м), а східно-західної - 6 кен (близько 11 м), тоді як стандартна ширина національного шляху становила 2 кени (приблизно 3,6 м). Частину цієї землі на честь Сосіті назвали «Кано-тьо».
1873 року Сосіті вклав 20 000 ієн власних коштів у будівництво порту-сховища під назвою «порт Кано» в гирлі річки Ікута, для укриття кораблів з порту Кобе, який у той час зазнавав чималої шкоди від тайфунів. Цей порт-сховище засипано 1915 року, а на його місці збудовано станцію Порт Кобе на лінії державної залізниці Кобе-Рінко.
Помер Сосіті Кано 5 травня 1887 року. 1934 року в місті Кобе вище за течією річки Ікута встановили бронзову статуетку Сосіті. Її було конфісковано під час війни на Тихому океані. У березні 1981 року в парку Хіґасі Юенті споруджено пам’ятник на честь Кано, а також знову встановлено бронзову статуетку.